# СуперАлібі 2
СуперАлібі 2 (фр. Alibi.com 2) — французька комедія режисера Філіпа Лашо, яка вийшла на екрани у 2023 році.
Це продовження фільму Super Алібі (2017).

## Сюжет
Грег (Філіпп Лашо) разом із друзями Мехді (Тарек Будалі) та Огюстіном (Жульєн Арруті) мали колись дуже успішний бізнес. Вони забезпечували алібі своїм клієнтам, рятуючи зрадників від ревнощів. Любов до Фло (Елоді Фонтан), яка ненавидить брехню, змінила плани Грега. Зрештою агентство з надання алібі розвалилося. Аби не втратити кохану, хлопець наважується зробити їй пропозицію. Майже одразу ж батьки дівчини почали наполягати на знайомстві з батьками майбутнього зятя. Такої зустрічі Грег допустити ніяк не може. Бо ж кому сподобається матір-порноакторка та батько-шахрай? Настав час Мехді та Огюстіну знову підшукувати варіанти як можна виплутатися з цієї ситуації.

## У ролях
- Філіпп Лашо — Грегорі Ван Хаффель / Мігель (колишній Шанани)
- Елоді Фонтан — Флоренс Мартін
- Тарек Будалі — Мехді
- Жульєн Арруті — Августин
- Наталі Бай — Марлен Мартен, мати Флоренс
- Дідьє Бурдон — Жерар Мартен, батько Флоренс
- Аріель Домбасль — Аполліна, справжня мати Грегорі
- Жерар Жуньо — Даніель, справжній батько Грегорі
- Кетрін Бенгігі — Домінік, фальшива мати Грегорі
- Жорж Коррафас — Тьєррі, фальшивий батько Грегорі
- Філіпп Дюкен — Моріс
- Еліза Серв’є — Наталі, хрещена мати Грегорі
- Рім Керічі — Шана, фальшива дружина Грегорі
- Меді Садун — Марко Гарсіа, циган
- Гад Ельмалех — Хафід, оператор Abibi.com (Alibi.com з Марокко)
- Редуан Бугераба — Джамель, помічник Хафіда
- Едгар-Ів — адвокат Грега
- Александра Ламі — Одрі, мати та клієнт Alibi.com
- Філіпп Лелуш — чоловік Одрі
- Арно Деманш — журналіст LCI
- Жан-Ів Шіло — фальшивий батько, який «любить тварин»
- Паскаль Обіспо — сам
- Патрік Фьорі — сам
- Вінсент Ропіон — ведучий «Рандеву в невідомій країні»
- Сет Гуеко — ревнивий хлопець, який виходить із в'язниці